# 巴拉贡镇
巴拉贡镇，是中华人民共和国内蒙古自治区鄂尔多斯市杭锦旗下辖的一个乡镇级行政单位。

## 行政区划
巴拉贡镇下辖以下地区：
向阳社区、查干白村、山湾村、新建村、朝凯村、巴音恩格尔嘎查和乌吉尔嘎查。